# فريدريك شرودر
فريدريك شرودر (بالألمانية: Friedrich Schröder)‏ هو موزع وملحن ألماني، ولد في 6 أغسطس 1910 في Näfels ‏ في سويسرا، وتوفي في 25 سبتمبر 1972 في برلين في ألمانيا.

## وصلات خارجية
- فريدريك شرودر على موقع IMDb (الإنجليزية)
- فريدريك شرودر على موقع مونزينجر (الألمانية)
- فريدريك شرودر على موقع ميوزك برينز (الإنجليزية)
- فريدريك شرودر على موقع قاعدة بيانات الأفلام السويدية (السويدية)
- فريدريك شرودر على موقع ديسكوغز (الإنجليزية)
- فريدريك شرودر على موقع قاعدة بيانات الفيلم (الإنجليزية)
- فريدريك شرودر على موقع كينوبويسك (الروسية)